# Aricia fumata
Aricia fumata är en fjärilsart som beskrevs av Tutt 1912. Aricia fumata ingår i släktet Aricia och familjen juvelvingar. Inga underarter finns listade i Catalogue of Life.